# Antrocephalus phaeospilus
Antrocephalus phaeospilus is een vliesvleugelig insect uit de familie bronswespen (Chalcididae). De wetenschappelijke naam is voor het eerst geldig gepubliceerd in 1922 door Waterston.